# Waller Feldmarksee
Der Waller Feldmarksee ist ein Baggersee im zum Bremer Stadtteil Gröpelingen gehörenden Ortsteil In den Wischen, der als Badesee genutzt wird. Der See wird auch von Windsurfern genutzt; für sie gibt es eine Slipmöglichkeit. Weiterhin nutzen die Sportfischer eines Vereins den See. Der See, der in der Nähe der A 27 und in Sichtweite der Mülldeponie liegt, wurde in den Jahren 1972/73 im Zuge des Baus der Autobahn ausgehoben und anschließend als einer von vier Sandentnahmestellen für den Autobahnbau zu einem Badesee umgestaltet.
Der See wird aus Grundwasser gespeist, das durch den Einfluss des Salzstocks Lilienthal leicht salzig ist. Die Gewässergüte ist eutroph.
Am nordwestlichen Ufer des Sees befindet sich ein schmaler Sandstrand. Der Badebereich wird von einer DLRG-Station überwacht. Außerhalb des Badebereichs ist das Ufer teilweise naturnah mit Gehölzen, teilweise auch befestigt.